# Bougainville (Francia)
Bougainville è un comune francese di 443 abitanti situato nel dipartimento della Somme nella regione dell'Alta Francia.

## Società

### Evoluzione demografica
Abitanti censiti